# Besteckmuseum Glaub

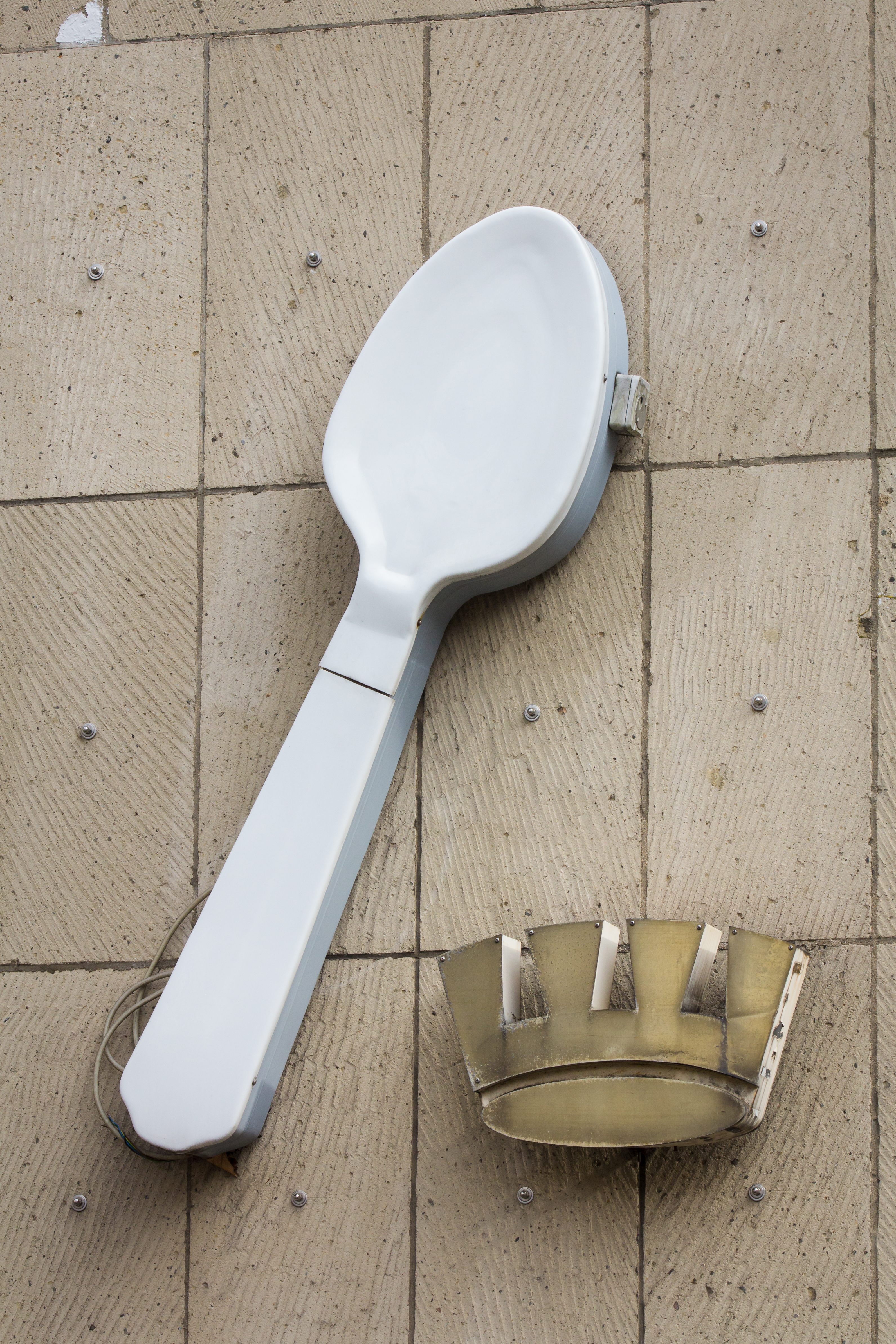
Detail der Fassade von Besteckhaus und ehemaligem Museum

Das Besteckmuseum Glaub (auch: Sammlung Bodo Glaub) war von 1951 bis 1995 ein kulturgeschichtliches Spezialmuseum in Köln mit vermutlich einer der größten Bestecksammlungen der Welt. Es wurde vom Sammler und Besteckhändler Bodo Glaub gegründet und war das einzige private Besteckmuseum.

## Sammler
Bodo Glaub, geboren 1925 in Bonn, wuchs in Köln auf, wo er nach dem Zweiten Weltkrieg 1951 sein Spezialgeschäft für Bestecke eröffnete, nach eigenen Angaben das einzige Spezialgeschäft Europas, das ausschließlich Bestecke im Sortiment führte. Er baute eine „einzigartige Sammlung über Bestecke in der Weltgeschichte der Menschheit“ (Ulrich S. Soénius) auf. Daneben war er als Kunstsammler und Galerist tätig und im Kölner Karneval engagiert, unter anderem 1957 als Jungfrau „Bodi“ im Kölner Dreigestirn. Glaub starb am 12. Juni 1995.

## Sammlung

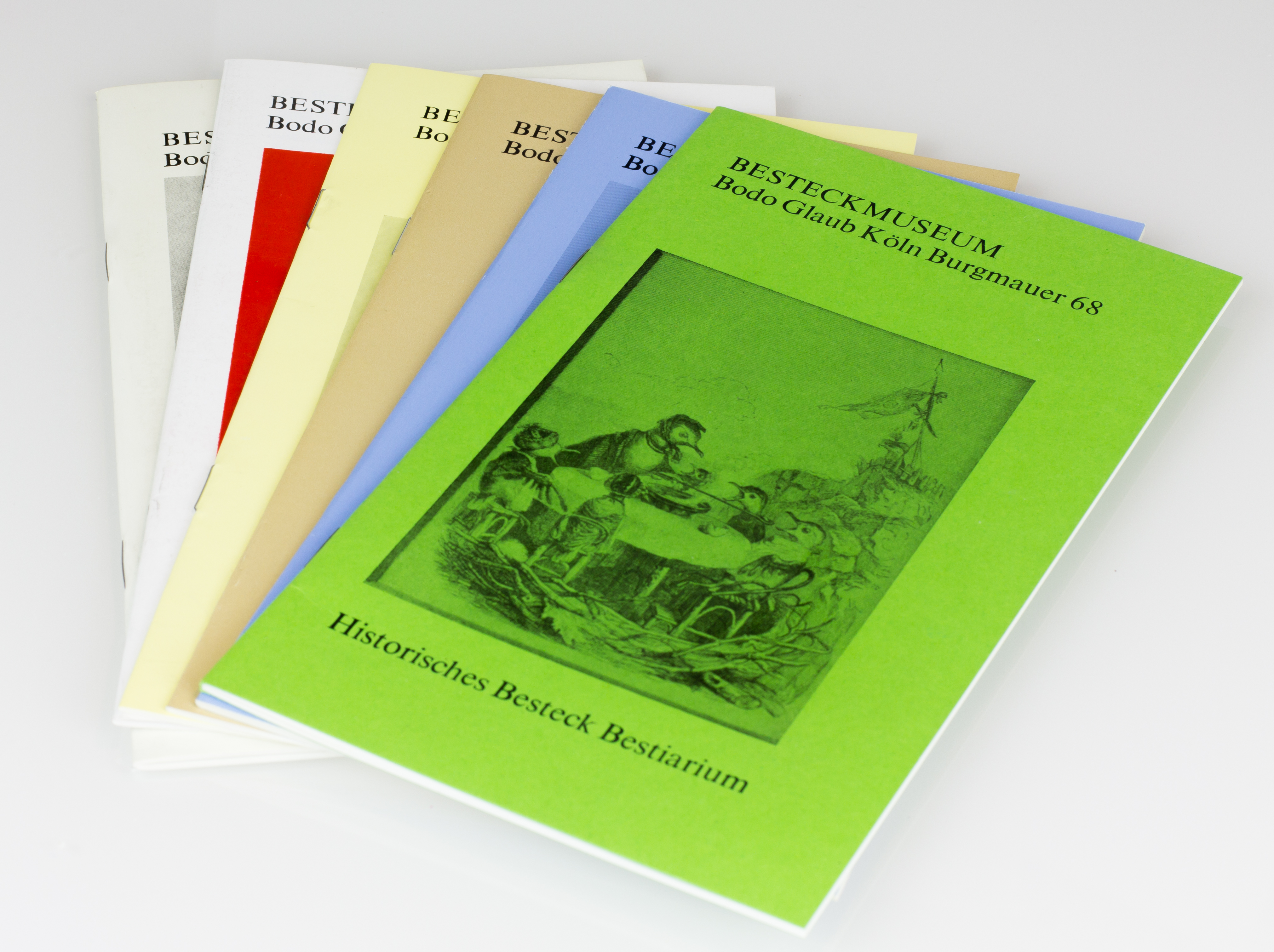
Auswahl von Kurzkatalogen der Sonderausstellungen

Die Sammlung umfasste über 1200 Exponate (Stand: 1987) aus europäischen und außereuropäischen Ländern, die in wechselnden Themenausstellungen präsentiert wurden. Zeitlich begann die Sammlung mit den frühesten Messern der Steinzeit bis hin zu modernen Bestecken der Gegenwart, mit einem Sammlungsschwerpunkt vom 16. bis 18. Jahrhundert. Zu jeder Themenausstellung erschien bis in die 90er Jahre ein Kurzkatalog.
Eine juristische Auseinandersetzung mit den Finanzbehörden, die negativ für Bodo Glaub ausging, führte 1991 zur Versteigerung der Sammlung, von der ein Teil vom Deutschen Klingenmuseum in Solingen erworben und nur ein kleiner Teil ins Nachfolgeunternehmen übernommen werden konnte. Mit dem Tod Bodo Glaubs wurde der Betrieb des Besteckmuseums 1995 eingestellt. Das Besteckhaus wurde bis 2018 von seiner Witwe Magret Glaub und Hermann Freiß gemeinsam weitergeführt, nach deren Tod allein von Hermann Freiß.

## Standort
Von seiner Gründung bis 1958 war das Museum an der Burgmauer 68 untergebracht, danach an der benachbarten Adresse im selben Gebäude, Komödienstraße 107-113, wo das Besteckhaus bis zur Schließung im Sommer 2022 seinen Sitz hatte. Die Inneneinrichtung aus dem Jahr 1958 stammte vom „4711-Hausarchitekten“ Wilhelm Koep Sie war gut erhalten, so dass die Räume gelegentlich aufgrund ihres 60er-Jahre-Ambientes für Filmdreharbeiten genutzt wurden.

## Ausstellungen/Kataloge
- Europäisches Essgerät von der Steinzeit bis zur Gegenwart eine Ausstellung aus Beständen der Sammlung Bodo Glaub, 1966
- Man spricht über, um 1963
- Religio in Profano. Religiöse Darstellung auf Essgerät, 1965
- Holz in der Essgerätefertigung, 1965
- Kinderbestecke, 1965
- Fischbestecke, 1966
- Löffel aus Byzanz, 1966
- Essen und Trinken in der Karikatur, 1966
- Historismus des 19. Jahrhunderts, 1966
- Badesitten im Mittelalter, 1967
- Silber aus zwei Jahrtausenden, 1967
- Reisen in vergangenen Tagen: Reisebestecke aus vergangener Zeit, 1980
- Bestecke im Jugendstil, 1980
- Das Messer, 1980
- Der Löffel, 1983
- Das Essgerät in der Kunst afrikanischer Völker, um 1984
- Das Messer, um 1985
- Historisches Besteck Bestiarium, um 1986
- Der Löffel, vor Christi bis heute, um 1986
- Bestecke im Jugendstil, um 1987
- Die Geschichte der Gabel, vor 1995
- Die Geschichte des Messers, vor 1995
- Die Fifty's, vor 1995

### Ausstellungen der Sammlung in anderen Museen
- messer, gabel, löffel: Eine Formgeschichte des Essgeräts; 8. Februar – 8. März 1964. Kunstgewerbemuseum Zürich
- Eetgerei van het stenen tijdperk tot heden tentoonstelling van de verzameling Bodo Glaub-Keulen. Juni bis 19. September 1966,  Goud- en Zilvermuseum, Utrecht, Niederlande
- Das Messer von der Steinzeit bis heute. Deutsches Klingenmuseum Solingen 23. Oktober 1983 – 22. Januar 1984

## Publikationen
- Publikationen von Besteckmuseum Glaub im Katalog der Deutschen Nationalbibliothek